# NPR3
Natriuretski peptidni receptor C (atrionatriuretski peptidni receptor C, NPR3) je receptor atrijalnog natriuretskog peptida. Ovaj receptor je kod čoveka kodiran NPR3 genom.

## Funkcija
Familija natriuretskih peptida vrši brojne vaskularne, renalne, i endokrine funkcije održavanja krvnog pritiska i zapremine ekstracelularnog fluida. Ta dejstva su posredovana specifičnim vezivanjem peptida za receptore na površini ćelija u vaskulaturnom sistemu, bubrezima, adrenalnoj žlezdi, i mozgu.

## Literatura
- Fox AA; Collard CD; Shernan SK;  . (2009). „Natriuretic peptide system gene variants are associated with ventricular dysfunction after coronary artery bypass grafting.”. Anesthesiology. 110 (4): 738—47. PMC 2735337 . PMID 19326473. doi:10.1097/ALN.0b013e31819c7496.
- Moffatt P; Thomas G; Sellin K;  . (2007). „Osteocrin is a specific ligand of the natriuretic Peptide clearance receptor that modulates bone growth.”. J. Biol. Chem. 282 (50): 36454—62. PMID 17951249. doi:10.1074/jbc.M708596200.
- Pitzalis MV; Sarzani R; DessÃ¬-Fulgheri P;  . (2003). „Allelic variants of natriuretic peptide receptor genes are associated with family history of hypertension and cardiovascular phenotype.”. J. Hypertens. 21 (8): 1491—6. PMID 12872042. doi:10.1097/01.hjh.0000084707.87421.35.
- Fan D; Bryan PM; Antos LK;  . (2005). „Down-regulation does not mediate natriuretic peptide-dependent desensitization of natriuretic peptide receptor (NPR)-A or NPR-B: guanylyl cyclase-linked natriuretic peptide receptors do not internalize.”. Mol. Pharmacol. 67 (1): 174—83. PMID 15459247. doi:10.1124/mol.104.002436.
- He Xl; Chow Dc; Martick MM; Garcia KC (2001). „Allosteric activation of a spring-loaded natriuretic peptide receptor dimer by hormone.”. Science. 293 (5535): 1657—62. PMID 11533490. doi:10.1126/science.1062246.
- Soranzo N, Rivadeneira F, Chinappen-Horsley U;  . (2009).  Visscher, Peter M., ур. „Meta-analysis of genome-wide scans for human adult stature identifies novel Loci and associations with measures of skeletal frame size.”. PLoS Genet. 5 (4): e1000445. PMC 2661236 . PMID 19343178. doi:10.1371/journal.pgen.1000445.
- Olsen JV; Blagoev B; Gnad F;  . (2006). „Global, in vivo, and site-specific phosphorylation dynamics in signaling networks.”. Cell. 127 (3): 635—48. PMID 17081983. doi:10.1016/j.cell.2006.09.026.
- He XL, Dukkipati A, Garcia KC (2006). „Structural determinants of natriuretic peptide receptor specificity and degeneracy.”. J. Mol. Biol. 361 (4): 698—714. PMID 16870210. doi:10.1016/j.jmb.2006.06.060.
- Rubattu S; Stanzione R; Di Angelantonio E;  . (2004). „Atrial natriuretic peptide gene polymorphisms and risk of ischemic stroke in humans.”. Stroke. 35 (4): 814—8. PMID 15017020. doi:10.1161/01.STR.0000119381.52589.AB.
- Iemitsu M; Maeda S; Otsuki T;  . (2008). „Arterial stiffness, physical activity, and atrial natriuretic Peptide gene polymorphism in older subjects.”. Hypertens. Res. 31 (4): 767—74. PMID 18633189. doi:10.1291/hypres.31.767.
- Dickey DM, Yoder AR, Potter LR (2009). „A familial mutation renders atrial natriuretic Peptide resistant to proteolytic degradation.”. J. Biol. Chem. 284 (29): 19196—202. PMC 2740543 . PMID 19458086. doi:10.1074/jbc.M109.010777.
- GratacÃ²s M, Costas J, de Cid R;  . (2009). „Identification of new putative susceptibility genes for several psychiatric disorders by association analysis of regulatory and non-synonymous SNPs of 306 genes involved in neurotransmission and neurodevelopment.”. Am. J. Med. Genet. B Neuropsychiatr. Genet. 150B (6): 808—16. PMID 19086053. doi:10.1002/ajmg.b.30902.
- Aoi N; Soma M; Nakayama T;  . (2004). „Variable number of tandem repeat of the 5'-flanking region of type-C human natriuretic peptide receptor gene influences blood pressure levels in obesity-associated hypertension.”. Hypertens. Res. 27 (10): 711—6. PMID 15785005. doi:10.1291/hypres.27.711.
- Anand-Srivastava MB (2005). „Natriuretic peptide receptor-C signaling and regulation.”. Peptides. 26 (6): 1044—59. PMID 15911072. doi:10.1016/j.peptides.2004.09.023.
- Estrada K; Krawczak M; Schreiber S;  . (2009). „A genome-wide association study of northwestern Europeans involves the C-type natriuretic peptide signaling pathway in the etiology of human height variation.”. Hum. Mol. Genet. 18 (18): 3516—24. PMC 2729669 . PMID 19570815. doi:10.1093/hmg/ddp296.
- Burgess MD; Moore KD; Carter GM;  . (2009). „C-type natriuretic peptide receptor expression in pancreatic alpha cells.”. Histochem. Cell Biol. 132 (1): 95—103. PMID 19352691. doi:10.1007/s00418-009-0591-3.
- Vassalle C; Andreassi MG; Prontera C;  . (2007). „Influence of ScaI and natriuretic peptide (NP) clearance receptor polymorphisms of the NP System on NP concentration in chronic heart failure.”. Clin. Chem. 53 (11): 1886—90. PMID 17890443. doi:10.1373/clinchem.2007.088302.
- Lee JK; Kim HT; Cho SM;  . (2003). „Characterization of 458 single nucleotide polymorphisms of disease candidate genes in the Korean population.”. J. Hum. Genet. 48 (5): 213—6. PMID 12768436. doi:10.1007/s10038-003-0011-9.
- van den Akker F (2001). „Structural insights into the ligand binding domains of membrane bound guanylyl cyclases and natriuretic peptide receptors.”. J. Mol. Biol. 311 (5): 923—37. PMID 11556325. doi:10.1006/jmbi.2001.4922.
- He XL, Dukkipati A, Wang X, Garcia KC (2005). „A new paradigm for hormone recognition and allosteric receptor activation revealed from structural studies of NPR-C.”. Peptides. 26 (6): 1035—43. PMID 15911071. doi:10.1016/j.peptides.2004.08.035.

## Spoljašnje veze
- NPR2+protein,+human на 